# Ericabatrachus baleensis
Ericabatrachus baleensis (лат.) — вид лягушек семейства Petropedetidae, эндемичный для гор Бале в Эфиопии. Это единственный представитель рода Ericabatrachus.

## Таксономия
Филогенетические отношения этого малоизученного вида обсуждались, но молекулярный анализ относит его к семейству Petropedetidae вместо Phrynobatrachidae или Pyxicephalidae, куда он также был помещен. Его сестринским таксоном является Petropedetes.

## Внешний вид и строение
E. baleensis — мелкие лягушки: у взрослых самцов длина от носа до анального отверстия составляет 19—22 мм, а у самок — 23—27 мм. Их передние лапы без перепонок, а задние ноги имеют рудиментарную перепонку. Взрослые самцы имеют хорошо выраженные бедренные железы.

## Среда обитания и охрана
Его естественной средой обитания являются травянистые берега небольших быстрых ручьев в зарослях растений рода Érica и прилегающие заросли Hagenia. E. baleensis находится под угрозой исчезновения, потому что его ареал чрезвычайно мал, а среда обитания находится под угрозой из-за вытаптывания ручьев, вырубки лесов и развития поселений, несмотря на то, что он встречается в национальном парке Бейл-Маунтинс.